# Masters de tennis féminin 2016
Le masters de tennis féminin est un tournoi de tennis professionnel. Il réunit, à la fin de la saison, les huit meilleures joueuses du classement WTA depuis le début de l'année. L'édition féminine 2016, classée en catégorie Masters, se déroule du 23 au 30 octobre 2016.

## Primes et points
| Tour                             | Prime            | Points |
| -------------------------------- | ---------------- | ------ |
| Victoire                         | RR + 1 750 000 $ | + 750  |
| Finale                           | RR + 590 000 $   | + 330  |
| Demi-finale                      | RR + 40 000 $    | –      |
| Poule (par match gagné)          | + 153 000 $      | + 125  |
| Poule (3 matchs joués)           | 151 000 $        | 375    |
| Pour chaque remplaçante          | 68 000 $         | –      |
| Cumul pour le vainqueur invaincu | 2 360 000 $      | 1500   |

| Tour            | Prime     | Points |
| --------------- | --------- | ------ |
| Victoire        | 500 000 $ | 1500   |
| Finale          | 260 000 $ | 1080   |
| Demi-finale     | 157 500 $ | 750    |
| Quart de finale | 81 250 $  | 375    |

## Faits marquants

### Avant le tournoi
- L'Américaine Serena Williams, touchée à l'épaule et absente du circuit depuis l'US Open, annonce qu'elle renonce à disputer le Masters de Singapour[2]. C'est la deuxième année consécutive qu'elle doit déclarer forfait pour le tournoi final.
- La Russe Svetlana Kuznetsova se qualifie pour le Masters lors du dernier jour de la saison au détriment de la Britannique Johanna Konta en remportant le tournoi de Moscou[3]. Il s'agit de sa 6e participation au tournoi, la première depuis 2009.
- Karolína Plíšková réussit la performance de se qualifier pour le Masters en simple (4e à la Race) et en double (8e à la Race avec Julia Görges), le tout pour la première fois de sa carrière.

## Fonctionnement de l'épreuve
L'épreuve se dispute selon les modalités dites du « round robin ». Les huit meilleures joueuses de la saison sont séparées en deux groupes de quatre : un groupe dit « blanc » et l'autre « rouge ». S'affrontant toutes entre elles, seules les deux premières joueuses de chacun des groupes sont conviées en demi-finale, avant l'ultime confrontation pour le titre.
Le tournoi de double dames regroupe les huit paires les plus performantes de l'année. Cette année marque le retour à un tournoi classique à élimination directe (quart de finale, demi-finale, finale) après l'expérimentation de l'année dernière qui utilisait le format du « round robin ».
Pour départager les joueuses dans les groupes, le premier critère est le nombre de matchs remportés puis le nombre de matchs joués. Si deux joueuses sont à égalité, leur confrontation directe les départage. Si trois joueuses sont à égalité, on compare le pourcentage de sets gagnés puis le pourcentage de jeux gagnés.

## Résultats en simple

### Participantes
| Ordre de qualification | Classement WTA Race | Points | Date de qualification | Meilleure performance | Joueuse             | Résultat     |
| ---------------------- | ------------------- | ------ | --------------------- | --------------------- | ------------------- | ------------ |
| 1                      | -                   | 7050   | 24 août 2016          | V (5)                 | Serena Williams     | Forfait      |
| 2                      | 1                   | 8000   | 29 août 2016          | RR (3)                | Angelique Kerber    | Finale       |
| 3                      | 3                   | 4728   | 29 septembre 2016     | F (1)                 | Simona Halep        | RR (1V - 2D) |
| 4                      | 2                   | 4975   | 4 octobre 2016        | V (1)                 | Agnieszka Radwańska | 1/2 finale   |
| 5                      | 4                   | 4100   | 4 octobre 2016        | -                     | Karolína Plíšková   | RR (1V - 2D) |
| 6                      | 5                   | 3736   | 14 octobre 2016       | DF (1)                | Garbiñe Muguruza    | RR (1V - 2D) |
| 7                      | 6                   | 3637   | 16 octobre 2016       | -                     | Madison Keys        | RR (1V - 2D) |
| 8                      | 7                   | 3625   | 16 octobre 2016       | -                     | Dominika Cibulková  | Victoire     |
| 9                      | 8                   | 3490   | 22 octobre 2016       | RR (5)                | Svetlana Kuznetsova | 1/2 finale   |

| Classement WTA Race | Joueuse              | Résultat |
| ------------------- | -------------------- | -------- |
| 9                   | Johanna Konta        | -        |
| 10                  | Carla Suárez Navarro | -        |

| Joueuse             | AK  | SH  | AR   | KP  | GM  | MK  | DC  | SK   | % victoires | Saison | Titres |
| ------------------- | --- | --- | ---- | --- | --- | --- | --- | ---- | ----------- | ------ | ------ |
| Angelique Kerber    |     | 3-4 | 5-6  | 5-3 | 3-4 | 5-1 | 4-4 | 3-4  | 51,8        | 59-17  | 3      |
| Simona Halep        | 4-3 |     | 5-5  | 4-1 | 1-2 | 4-1 | 2-3 | 4-3  | 57,1        | 44-16  | 3      |
| Agnieszka Radwańska | 6-5 | 5-5 |      | 6-0 | 3-4 | 5-1 | 7-6 | 4-12 | 52,2        | 51-16  | 3      |
| Karolína Plíšková   | 3-5 | 1-4 | 0-6  |     | 3-1 | 0-0 | 0-3 | 1-0  | 29,6        | 42-20  | 2      |
| Garbiñe Muguruza    | 4-3 | 2-1 | 4-3  | 1-3 |     | 0-2 | 3-0 | 1-1  | 53,6        | 34-18  | 1      |
| Madison Keys        | 1-5 | 1-4 | 1-5  | 0-0 | 2-0 |     | 3-0 | 3-0  | 44,0        | 46-15  | 1      |
| Dominika Cibulková  | 4-4 | 3-2 | 6-7  | 3-0 | 0-3 | 0-3 |     | 5-3  | 48,8        | 50-19  | 3      |
| Svetlana Kuznetsova | 4-3 | 3-4 | 12-4 | 0-1 | 1-1 | 0-3 | 3-5 |      | 52,3        | 43-20  | 2      |

### Groupe Rouge
- Angelique Kerber (no 1)
- Simona Halep (no 3)
- Madison Keys (no 6)
- Dominika Cibulková (no 7)

#### Résultats
| Date            | Vainqueur          | Adversaire         | Score          | Durée      |
| --------------- | ------------------ | ------------------ | -------------- | ---------- |
| 23 octobre 2016 | Simona Halep       | Madison Keys       | 6-4, 6-2       | 1 h 9 min  |
| 23 octobre 2016 | Angelique Kerber   | Dominika Cibulková | 7-65, 2-6, 6-3 | 2 h 17 min |
| 25 octobre 2016 | Angelique Kerber   | Simona Halep       | 6-4, 6-2       | 1 h 22 min |
| 25 octobre 2016 | Madison Keys       | Dominika Cibulková | 6-1, 6-4       | 1 h 5 min  |
| 27 octobre 2016 | Dominika Cibulková | Simona Halep       | 6-3, 7-65      | 1 h 48 min |
| 27 octobre 2016 | Angelique Kerber   | Madison Keys       | 6-3, 6-3       | 1 h 1 min  |

#### Classement
| Rang poule | Classement WTA Race | Joueuse            | Match(s) G-P | Set(s) G-P | Jeux G-P     |
| ---------- | ------------------- | ------------------ | ------------ | ---------- | ------------ |
| 1          | 1                   | Angelique Kerber   | 3-0          | 6-1 (86 %) | 39-27 (59 %) |
| 2          | 7                   | Dominika Cibulková | 1-2          | 3-4 (43 %) | 33-36 (48 %) |
| 3          | 3                   | Simona Halep       | 1-2          | 2-4 (33 %) | 27-31 (47 %) |
| 4          | 6                   | Madison Keys       | 1-2          | 2-4 (33 %) | 24-29 (45 %) |

### Groupe Blanc
- Agnieszka Radwańska (no 2)
- Karolína Plíšková (no 4)
- Garbiñe Muguruza (no 5)
- Svetlana Kuznetsova (no 8)

#### Résultats
| Date            | Vainqueur           | Adversaire          | Score          | Durée      |
| --------------- | ------------------- | ------------------- | -------------- | ---------- |
| 24 octobre 2016 | Svetlana Kuznetsova | Agnieszka Radwańska | 7-5, 1-6, 7-5  | 2 h 48 min |
| 24 octobre 2016 | Karolína Plíšková   | Garbiñe Muguruza    | 6-2, 64-7, 7-5 | 2 h 29 min |
| 26 octobre 2016 | Svetlana Kuznetsova | Karolína Plíšková   | 3-6, 6-2, 7-66 | 2 h 17 min |
| 26 octobre 2016 | Agnieszka Radwańska | Garbiñe Muguruza    | 7-61, 6-3      | 1 h 36 min |
| 28 octobre 2016 | Garbiñe Muguruza    | Svetlana Kuznetsova | 3-6, 6-0, 6-1  | 1 h 34 min |
| 28 octobre 2016 | Agnieszka Radwańska | Karolína Plíšková   | 7-5, 6-3       | 1 h 18 min |

#### Classement
| Rang poule | Classement WTA Race | Joueuse             | Match(s) G-P | Set(s) G-P | Jeux G-P     |
| ---------- | ------------------- | ------------------- | ------------ | ---------- | ------------ |
| 1          | 8                   | Svetlana Kuznetsova | 2-1          | 5-4 (56 %) | 38-45 (46 %) |
| 2          | 2                   | Agnieszka Radwańska | 2-1          | 5-2 (71 %) | 42-32 (57 %) |
| 3          | 4                   | Karolína Plíšková   | 1-2          | 3-5 (38 %) | 41-43 (49 %) |
| 4          | 5                   | Garbiñe Muguruza    | 1-2          | 3-5 (38 %) | 38-39 (49 %) |

### Tableau final
|  |                     |                 |            |            |                  |                 |            |                    |            |        |        |        |
|  | 1/2 finale          | 1/2 finale      | 1/2 finale | 1/2 finale | 1/2 finale       |                 |            | Finale             | Finale     | Finale | Finale | Finale |
|  | 29 octobre 2016     | 29 octobre 2016 | 1 h 15 min | 1 h 15 min | 1 h 15 min       |                 |            |                    |            |        |        |        |
|  | 29 octobre 2016     | 29 octobre 2016 | 1 h 15 min | 1 h 15 min | 1 h 15 min       |                 |            |                    |            |        |        |        |
|  | Angelique Kerber    | (1)             | 6          | 6          |                  |                 |            |                    |            |        |        |        |
|  | Angelique Kerber    | (1)             | 6          | 6          | 30 octobre 2016  | 30 octobre 2016 | 1 h 16 min | 1 h 16 min         | 1 h 16 min |        |        |        |
|  | Agnieszka Radwańska | (2)             | 2          | 1          | 30 octobre 2016  | 30 octobre 2016 | 1 h 16 min | 1 h 16 min         | 1 h 16 min |        |        |        |
|  | Agnieszka Radwańska | (2)             | 2          | 1          | Angelique Kerber | (1)             | 3          | 4                  |            |        |        |        |
|  | 29 octobre 2016     | 29 octobre 2016 | 2 h 27 min | 2 h 27 min | 2 h 27 min       | (1)             | 3          | 4                  |            |        |        |        |
|  | 29 octobre 2016     | 29 octobre 2016 | 2 h 27 min | 2 h 27 min | 2 h 27 min       |                 |            | Dominika Cibulková | (7)        | 6      | 6      |        |
|  | Svetlana Kuznetsova | (8)             | 6          | 62         | 4                |                 |            | Dominika Cibulková | (7)        | 6      | 6      |        |
|  | Svetlana Kuznetsova | (8)             | 6          | 62         | 4                |                 |            |                    |            |        |        |        |
|  | Dominika Cibulková  | (7)             | 1          | 7          | 6                |                 |            |                    |            |        |        |        |
|  | Dominika Cibulková  | (7)             | 1          | 7          | 6                |                 |            |                    |            |        |        |        |

### Classement final
| Résultat       | Classement WTA Race | Joueuse             | Match(s) G-P | Set(s) G-P | Jeux G-P | Points gagnés | Nouveau rang |
| -------------- | ------------------- | ------------------- | ------------ | ---------- | -------- | ------------- | ------------ |
| Vainqueur      | 7                   | Dominika Cibulková  | 3-2          | 7-5        | 59-59    | 1250          | 5            |
| Finaliste      | 1                   | Angelique Kerber    | 4-1          | 8-3        | 58-42    | 1080          | 1            |
| Demi-finaliste | 2                   | Agnieszka Radwańska | 2-2          | 5-4        | 45-44    | 625           | 3            |
| Demi-finaliste | 8                   | Svetlana Kuznetsova | 2-2          | 6-6        | 54-59    | 625           | 9            |
| Poule          | 4                   | Karolína Plíšková   | 1-2          | 3-5        | 41-43    | 500           | 6            |
| Poule          | 5                   | Garbiñe Muguruza    | 1-2          | 3-5        | 38-39    | 500           | 7            |
| Poule          | 3                   | Simona Halep        | 1-2          | 2-4        | 27-31    | 500           | 4            |
| Poule          | 6                   | Madison Keys        | 1-2          | 2-4        | 24-29    | 500           | 8            |

## Résultats en double

### Parcours
| Ordre de qualification | Classement WTA Race | Date de qualification | Meilleure performance | Équipe                               | Points | Saison (titres) | Résultat      |
| ---------------------- | ------------------- | --------------------- | --------------------- | ------------------------------------ | ------ | --------------- | ------------- |
| 1                      | 2                   | 20 juin 2016          | V (3) V (2)           | Martina Hingis Sania Mirza           | 6315   | 38-9 (5)        | 1/2 finale    |
| 2                      | 1                   | 6 septembre 2016      | RR (1) RR (1)         | Caroline Garcia Kristina Mladenovic  | 7360   | 43-13 (4)       | 1/2 finale    |
| 3                      | 4                   | 13 septembre 2016     | F (1) F (1)           | Ekaterina Makarova Elena Vesnina     | 4496   | 29-7 (2)        | Victoire      |
| 4                      | 3                   | 1er octobre 2016      | RR (1) RR (1)         | Bethanie Mattek-Sands Lucie Šafářová | 5226   | 24-4 (4)        | Finale        |
| 5                      | 6                   | 5 octobre 2016        | DF (1) DF (2)         | Chan Hao-ching Chan Yung-jan         | 4115   | 38-18 (3)       | 1/4 de finale |
| 6                      | 7                   | 5 octobre 2016        | DF (2) RR (1)         | Yaroslava Shvedova Tímea Babos       | 3975   | 26-12 (0)       | 1/4 de finale |
| 7                      | 5                   | 5 octobre 2016        | F (1) F (1)           | Andrea Hlaváčková Lucie Hradecká     | 4140   | 34-17 (2)       | 1/4 de finale |
| 8                      | 8                   | 5 octobre 2016        | - -                   | Julia Görges Karolína Plíšková       | 3485   | 23-11 (0)       | 1/4 de finale |

### Tableau final
|  |                                      |                 |               |               |                                     |                 |                                  |                                      |            |            |            |                 |                                      |            |            |            |        |        |        |  |  |
|  | 1/4 de finale                        | 1/4 de finale   | 1/4 de finale | 1/4 de finale | 1/4 de finale                       |                 |                                  | 1/2 finale                           | 1/2 finale | 1/2 finale | 1/2 finale | 1/2 finale      |                                      |            | Finale     | Finale     | Finale | Finale | Finale |  |  |
|  | 27 octobre 2016                      | 27 octobre 2016 | 1 h 25 min    | 1 h 25 min    | 1 h 25 min                          |                 |                                  |                                      |            |            |            |                 |                                      |            |            |            |        |        |        |  |  |
|  | 27 octobre 2016                      | 27 octobre 2016 | 1 h 25 min    | 1 h 25 min    | 1 h 25 min                          |                 |                                  |                                      |            |            |            |                 |                                      |            |            |            |        |        |        |  |  |
|  | Caroline Garcia Kristina Mladenovic  | (1)             | 6             | 6             |                                     |                 |                                  |                                      |            |            |            |                 |                                      |            |            |            |        |        |        |  |  |
|  | Caroline Garcia Kristina Mladenovic  | (1)             | 6             | 6             | 29 octobre 2016                     | 29 octobre 2016 | 1 h 29 min                       | 1 h 29 min                           | 1 h 29 min |            |            |                 |                                      |            |            |            |        |        |        |  |  |
|  | Julia Görges Karolína Plíšková       | (8)             | 4             | 2             | 29 octobre 2016                     | 29 octobre 2016 | 1 h 29 min                       | 1 h 29 min                           | 1 h 29 min |            |            |                 |                                      |            |            |            |        |        |        |  |  |
|  | Julia Görges Karolína Plíšková       | (8)             | 4             | 2             | Caroline Garcia Kristina Mladenovic | (1)             | 3                                | 5                                    |            |            |            |                 |                                      |            |            |            |        |        |        |  |  |
|  | 27 octobre 2016                      | 27 octobre 2016 | 2 h 29 min    | 2 h 29 min    | 2 h 29 min                          | (1)             | 3                                | 5                                    |            |            |            |                 |                                      |            |            |            |        |        |        |  |  |
|  | 27 octobre 2016                      | 27 octobre 2016 | 2 h 29 min    | 2 h 29 min    | 2 h 29 min                          |                 |                                  | Bethanie Mattek-Sands Lucie Šafářová | (3)        | 6          | 7          |                 |                                      |            |            |            |        |        |        |  |  |
|  | Bethanie Mattek-Sands Lucie Šafářová | (3)             | 5             | 7             | 10                                  |                 |                                  | Bethanie Mattek-Sands Lucie Šafářová | (3)        | 6          | 7          |                 |                                      |            |            |            |        |        |        |  |  |
|  | Bethanie Mattek-Sands Lucie Šafářová | (3)             | 5             | 7             | 10                                  |                 |                                  |                                      |            |            |            | 30 octobre 2016 | 30 octobre 2016                      | 1 h 37 min | 1 h 37 min | 1 h 37 min |        |        |        |  |  |
|  | Tímea Babos Yaroslava Shvedova       | (7)             | 7             | 6             | 2                                   |                 |                                  |                                      |            |            |            | 30 octobre 2016 | 30 octobre 2016                      | 1 h 37 min | 1 h 37 min | 1 h 37 min |        |        |        |  |  |
|  | Tímea Babos Yaroslava Shvedova       | (7)             | 7             | 6             | 2                                   |                 |                                  |                                      |            |            |            |                 | Bethanie Mattek-Sands Lucie Šafářová | (3)        | 65         | 3          |        |        |        |  |  |
|  | 28 octobre 2016                      | 28 octobre 2016 | 1 h 23 min    | 1 h 23 min    | 1 h 23 min                          |                 |                                  |                                      |            |            |            |                 | Bethanie Mattek-Sands Lucie Šafářová | (3)        | 65         | 3          |        |        |        |  |  |
|  | 28 octobre 2016                      | 28 octobre 2016 | 1 h 23 min    | 1 h 23 min    | 1 h 23 min                          |                 | Ekaterina Makarova Elena Vesnina | (4)                                  | 7          | 6          |            |                 |                                      |            |            |            |        |        |        |  |  |
|  | Andrea Hlaváčková Lucie Hradecká     | (5)             | 2             | 5             |                                     |                 | Ekaterina Makarova Elena Vesnina | (4)                                  | 7          | 6          |            |                 |                                      |            |            |            |        |        |        |  |  |
|  | Andrea Hlaváčková Lucie Hradecká     | (5)             | 2             | 5             | 29 octobre 2016                     | 29 octobre 2016 | 1 h 30 min                       | 1 h 30 min                           | 1 h 30 min |            |            |                 |                                      |            |            |            |        |        |        |  |  |
|  | Ekaterina Makarova Elena Vesnina     | (4)             | 6             | 7             | 29 octobre 2016                     | 29 octobre 2016 | 1 h 30 min                       | 1 h 30 min                           | 1 h 30 min |            |            |                 |                                      |            |            |            |        |        |        |  |  |
|  | Ekaterina Makarova Elena Vesnina     | (4)             | 6             | 7             | Ekaterina Makarova Elena Vesnina    | (4)             | 3                                | 6                                    | 10         |            |            |                 |                                      |            |            |            |        |        |        |  |  |
|  | 28 octobre 2016                      | 28 octobre 2016 | 1 h 55 min    | 1 h 55 min    | 1 h 55 min                          | (4)             | 3                                | 6                                    | 10         |            |            |                 |                                      |            |            |            |        |        |        |  |  |
|  | 28 octobre 2016                      | 28 octobre 2016 | 1 h 55 min    | 1 h 55 min    | 1 h 55 min                          |                 |                                  | Martina Hingis Sania Mirza           | (2)        | 6          | 2          | 6               |                                      |            |            |            |        |        |        |  |  |
|  | Chan Hao-ching Chan Yung-jan         | (6)             | 610           | 5             |                                     |                 |                                  | Martina Hingis Sania Mirza           | (2)        | 6          | 2          | 6               |                                      |            |            |            |        |        |        |  |  |
|  | Chan Hao-ching Chan Yung-jan         | (6)             | 610           | 5             |                                     |                 |                                  |                                      |            |            |            |                 |                                      |            |            |            |        |        |        |  |  |
|  | Martina Hingis Sania Mirza           | (2)             | 7             | 7             |                                     |                 |                                  |                                      |            |            |            |                 |                                      |            |            |            |        |        |        |  |  |
|  | Martina Hingis Sania Mirza           | (2)             | 7             | 7             |                                     |                 |                                  |                                      |            |            |            |                 |                                      |            |            |            |        |        |        |  |  |